# Stylogyne depauperata
Stylogyne depauperata Mez – gatunek roślin z rodziny pierwiosnkowatych (Primulaceae). Występuje endemicznie w południowo-wschodniej Brazylii – w stanie Rio de Janeiro. 

## Morfologia
PokrójZimozielone drzewo lub krzew. Dorastający do 3,5–6 m wysokości.
LiścieBlaszka liściowa jest skórzasta i ma eliptyczny lub owalnie lancetowaty kształt. Mierzy 12,2–23 cm długości oraz 5,6–10,4 cm szerokości, jest całobrzega, ma tępą lub klinową nasadę i spiczasty wierzchołek. Ogonek liściowy jest nagi i ma 8–19 mm długości.
KwiatyZebrane w baldachogronach o 1,5–2,5 cm długości, wyrastających z kątów pędów. Mają 4 lub 5 działek kielicha o owalnym kształcie i dorastające do 1–2 mm długości. Płatki są owalne i mają białawą lub różową barwę oraz 4–5 mm długości.
OwocPestkowce mierzące 8-10 mm średnicy, o kulistym kształcie.